# Edwards-Langkrallenmaus
Die Edwards-Langkrallenmaus (Notiomys edwardsii) ist eine in Südamerika lebende Nagetierart aus der Gruppe der Neuweltmäuse.
Die Art ist entweder nach dem französischen Zoologen Henri Milne Edwards oder nach dessen Sohn Alphonse benannt, der ebenfalls Zoologe war.
Diese Nagetiere erreichen eine Kopfrumpflänge von rund 9 Zentimetern, wozu noch ein 4 bis 5 Zentimeter langer Schwanz kommt. Das Gewicht beträgt 18 bis 25 Gramm. Das Fell ist braun an der Oberseite und weißlich an der Unterseite. Die Nase trägt ein dunkles, lederartiges Polster, die Ohren sind klein, der Schwanz kurz. Namensgebendes Merkmal sind die verlängerten Krallen der Vorderbeine. An den Hinterfüßen haben sie einen Kamm borstenartiger Haare.
Diese Tiere kommen nur im südlichen Argentinien vor, wo sie von Río Negro bis Santa Cruz verbreitet sind. Ihr Lebensraum sind trockene, buschbestandene Steppen. Sie führen eine unterirdisch-grabende Lebensweise und ernähren sich überwiegend von Insekten, ergänzt durch Samen.
Die IUCN listet die Art nicht als gefährdet, das ist aber veraltet. Es sind jedenfalls nur wenige Exemplare dieser Art bekannt.
Ihre nächsten Verwandten dürften die Großen Langkrallenmäuse (Chelemys) sein.